# Ossian Brofeldt
Arvid Ossian Brofeldt, 29 juli 1869 i Helsingfors, död 31 augusti 1936 i Stockholm, var en svensk skådespelare, sångare och kapellmästare.
Brofeldt debuterade 1889 vid August Arppes operasällskap i Helsingfors. 1893 kom han till Mauritz Fröbergs resande operettsällskap. Han var verksam som kapellmästare vid Axel Hanssons operett- och John Lianders revysällskap samt vid några av Stockholms större biografer.
Brofeldt filmdebuterade 1922 i Victor Sjöströms Vem dömer och kom att medverka i ett tjugotal filmer.
Han var från 1899 gift med skådespelaren Helga Brofeldt. De är begravda på Skogskyrkogården i Stockholm.

## Filmografi
- 1922 – Vem dömer
- 1927 – Drottningen av Pellagonien
- 1928 – Synd
- 1928 – A.-B. Gifta Bort Baron Olson
- 1929 – Säg det i toner
- 1930 – Fridas visor
- 1930 – Den gamla gården
- 1930 – Charlotte Löwensköld
- 1931 – Markurells i Wadköping
- 1931 – En kärleksnatt vid Öresund
- 1932 – Kärlek och kassabrist
- 1932 – Vi som går köksvägen
- 1932 – Svarta rosor
- 1933 – Bomans pojke
- 1935 – Ebberöds bank
- 1935 – Kärlek efter noter
- 1935 – Järnets män
- 1935 – Flickornas Alfred
- 1936 – Johan Ulfstjerna